# Isabel Hull
Isabel Virginia Hull (* 1949) ist eine US-amerikanische Historikerin, die John-Stambaugh-Professorin am Lehrstuhl für Geschichte und ehemalige Vorsitzende der Geschichtsfakultät an der Cornell University in New York ist. Sie ist Expertin für die deutsche Geschichte der Jahre 1700 bis 1945 und konzentriert sich auf Sozialpolitik, Politische Theorie und Gender Studies.

## Leben
Hull studierte an der University of Michigan und der Yale University. Heute hält sie Vorlesungen über den europäischen Faschismus, den Ersten Weltkrieg, deutsche Geschichte von 1648 bis heute und die Geschichte des Völkerrechts.
Michael Geyer von der University of Chicago sagte über Hull, sie sei einer der versiertesten Deutschlandhistorikerinnen und -historiker und sie sei sicher die beste ihrer Generation. Sie ist Gewinnerin des Ralph-Waldo-Emerson-Preises, Mitglied der American Academy of Arts and Sciences und war sowohl Guggenheim Fellow und Research Fellow der Alexander von Humboldt-Stiftung. 2013 wurde sie mit dem ersten Forschungsförderungspreis der Max Weber Stiftung und des Historischen Kollegs ausgezeichnet.
An ihrem letzten Buch A Scrap of Paper: Breaking and Making International Law During the Great War gab es freilich auch Kritik, da Hull zu einseitig die Perspektive der Alliierten im Ersten Weltkrieg einnehme und die Auswirkungen der britischen Blockade gegenüber dem Deutschen Reich mit mittelbar 400.000 toten Zivilisten herunterspiele.
Am 18. Mai 2021 wurde ihr für ihre wissenschaftliche Arbeit der Siegfried-Landshut-Preis des Hamburger Institut für Sozialforschung verliehen.

## Bücher
- A Scrap of Paper: Breaking and Making International Law During the Great War (2014)
- Absolute Destruction: Military Culture and the Practices of War in Imperial Germany (2005)
- Sexuality, State, and Civil Society in Germany, 1700–1815 (1996)
- The Entourage of Kaiser Wilhelm II, 1888–1918 (1982)